# 野坂悦子
野坂 悦子（のざか えつこ、1959年 - ）は、日本の翻訳家、作家。

## 人物
東京都生まれ。跡見学園高等学校を経て、早稲田大学第一文学部英文学科を卒業。外資系会社に就職後、出版エージェントに転職。1985-90年にオランダ、フランスに滞在。1989年、ハリエット・ヴァン・レーク/作『レナレナ』（リブロポート刊）で翻訳家としてデビュー。以降、オランダ語を中心にして英語、フランス語も含めた児童書・絵本の翻訳を行う。ベッテ・ウェステラ/文＆ハルメン・ファンストラーテン/絵の『おじいちゃん わすれないよ』（金の星社）で第50回（2003年）産経児童出版文化賞大賞を受賞。また、1990年代から2004年まで、「イタリア・ボローニャ国際絵本原画展」の図録翻訳に携わり、各地の美術館で開催された産経新聞社主催「オランダ絵本作家展」（2007～2008年）、「ベルギー絵本作家展」（2010～2011年）の監修、および「オランダの金の筆と銀の筆 ― 子どもの本の世界」展（2018年、東京上野・国立国会図書館国際子ども図書館）などにもオランダ、ベルギーの児童文学に詳しい翻訳者として協力している。一方、2001年「紙芝居の文化の会」創立に加わり、海外担当として日本の文化である紙芝居を世界に紹介すべくヨーロッパ、アジアで紙芝居講座・講演を行い、紙芝居の創作も手がけている。また2004年より英文誌「KAMISHIBAI NEWSLETTER」の翻訳・編集にも関わり、年に一度発行を続ける。JBBY（日本国際児童図書評議会）元理事、日本文藝家協会会員、「紙芝居文化の会」海外統括委員、日本ペンクラブ「子どもの本」委員、日本児童文学者協会 理事。

## 文学賞受賞歴・課題図書等
- 2001年 『第八森の子どもたち』エルス・ペルフロム（英語版）/作、ペーター ファン・ストラーテン（英語版）/絵、福音館書店、2000.4、ISBN 978-4834025231（のち文庫）- 第48回産経児童出版文化賞推薦[15]
- 2003年 『おじいちゃん　わすれないよ』ベッテ・ウェステラ/作、ハルメン・ファン・ストラーテン/絵、金の星社、2002.7、ISBN 978-4323070254 - 第50回産経児童出版文化賞大賞[4]
- 2006年 『とくべつないちにち』イヴォンヌ・ヤハテンベルフ（オランダ語版）/作、講談社、2005.3、ISBN 978-4062626026 - 第52回「青少年読書感想文全国コンクール」課題図書（低学年部門）[16]
- 2008年 『ちいさなあかちゃん こんにちは 未熟児ってなあに？』リヒャルト・デ・レーウ、マーイケ・シーガル/作、ディック・ブルーナ/絵、三石知左子/監修、講談社、2007.3、ISBN 978-4062138369 - 第54回「青少年読書感想文全国コンクール」課題図書（低学年部門）[16]
- 2010年 『いじわるな ないしょオバケ』ティエリー・ロブレヒト（フランス語版）/作、フィリップ・ホーセンス/絵、文溪堂、2009.6、ISBN 978-4894236400 - 第56回「青少年読書感想文全国コンクール」課題図書（低学年部門）[16]
- 2010年 『やさしいまものバッパ―』野坂悦子/脚本、降矢なな/絵（童心社）2009.11、ISBN 978-4494090754 - 高橋五山賞審査委員会（財団法人文民教育協会子どもの文化研究所）五山賞絵画奨励賞[17]
- 2015年 『ぼくとテスの秘密の七日間』アンナ・ウォルツ（英語版）/作、きたむらさとし/絵、フレーベル館、2014.9、ISBN 978-4577042182 - 第61回「青少年読書感想文全国コンクール」課題図書（高学年部門）[18]
- 2022年  『どんぐり喰い』エルス・ペルフロム/作、福音館書店、2021.11、ISBN 978-4-8340-8636-2 - 2022年度 翻訳特別賞[19]

## 主な著書リスト

### 絵本
- 『ロロとレレのほしのはな』野坂悦子/作、トム・スコーンオーヘ（オランダ語版）/絵、小学館、2013.5、ISBN 978-4097265139
- 『カワと7にんのむすこたち』野坂悦子/作、おぼまこと/絵、福音館書店、2015.4、ISBN 978-4834081695
- 『ようこそロイドホテルへ』野坂悦子/作、牡丹靖佳/画、玉川大学出版部、2017.10、ISBN 978-4472059926
- 『あしたの動物園: 熊本市動植物園のおはなし (未来への記憶)』野坂悦子/作、いたやさとし/絵、玉川大学出版部、2023.1、ISBN 978-4472059940

### 紙芝居
- 『アネッタ、すべった!』野坂悦子/作、ヒッテ・スペー（オランダ語版）/絵、童心社、2008.11、ISBN 978-4494090532
- 『やさしいまものバッパー』野坂悦子/作、降矢なな/絵、童心社、2009.11、ISBN 978-4494090754

## 主な翻訳リスト（日本語訳）

### 絵本
- 『レナレナ』ハリエット・ヴァン・レーク/作、リブロポート、1989.7、ISBN 4845704102（絶版：2019年朔北社にて復刻）…オランダ「金の石筆賞（オランダ語版）受賞作品
- 『愛についてのちいさなおはなし』マリット・テーンクヴィスト/作、小峰書店、1998.8、ISBN 978-4338126083
- 『ハンナのひみつの庭』アネミー・ヘイマンス（オランダ語版）&マルフリート・ヘイマンス（オランダ語版）/文・絵、岩波書店、1998.11、ISBN 978-4001108514
- 『わらって! リッキ』ヒド・ファン・ヘネヒテン（オランダ語版）/作・絵、フレーベル館、2001.1、ISBN 978-4577021064
- 『おおきくなりたいちびろばくん』リンデルト・クロムハウト（オランダ語版）/作、アンネマリー・ファン・ハーリンゲン（オランダ語版）/絵、PHP研究所、2001.12、ISBN 978-4569683058
- 『だいすき そんなきもちをつたえてくれることば』ハンス・ハーヘン（オランダ語版）&モニック・ハーヘン（オランダ語版）/作、マリット・テーンクヴィスト（英語版）/絵、木坂涼/共訳、金の星社、2003.3、ISBN 978-4323070230
- 『レアの星 友だちの死』パトリック・ジルソン/作、クロード・K.デュボア/絵、くもん出版、2003.9、ISBN 978-4774307022
- 『ボッケ』ハリエット・ヴァン・レーク/作、朔北社、2006.12、ISBN 978-4860850470
- 『男の子とおおきなさかな』マックス・ベルジュイス/作、ほるぷ出版、2007.2、ISBN 978-4593504855
- 『おとうとのビー玉 身近な人を交通事故で失ったとき』（心をケアする絵本） クリスティヌ・ディールティエンス、ペーテル・アドリァーンセンス/作、サンネ・テ・ロー/絵、林由紀/共訳、大月書店、2008.1、ISBN 978-4272406142
- 『エルフは ぞうの しょうぼうし』ハルメン・ファン・ストラーテン/文・絵、セーラー出版、2008.5、ISBN 978-4883301645 他シリーズ3冊
- 『バロチェとくまのスノウト』世界の絵本　イヴォンヌ・ヤハテンベルフ/作、講談社、2008.6、ISBN 978-4062626255 他シリーズ1冊
- 『ちいさな へいたい』パウル・ヴェルレプト/作、朔北社、2009.8、ISBN 978-4860850807
- 『ぼくの!』マチルデ・ステイン/作、ミース・ファン・ハウト/絵、光村教育図書、2010.1、ISBN 978-4895726986
- 『ほしをめざして』ピーター・レイノルズ/文・絵、岩崎書店、2010.9、ISBN 978-4265850037
- 『ケープドリとモンドリアンドリ』ワウター・ヴァン・レーク/作、朔北社、2012.10、ISBN 978-4860851026 他シリーズ3冊
- 『ぼくはニコデム』アニエス・ラロッシュ/作、ステファニー・オグソー/絵、光村教育図書、2013.2、ISBN 978-4895728492
- 『あかいほっぺた』ヤン・デ・キンデル/作、ミース・ファン・ハウト/絵、光村教育図書、2013.12、ISBN 978-4895728690
- 『ちぐはぐソックス』ユープ・ファン・ト・ヘック/作、マライヤ・トルマン/絵、ディー・ティー・ジャパン、2014、ISBN 978-4908013102
- 『おしえて、レンブラントさん』ヤン・パウル・スクッテン/文、マルテイン・ファン・デル・リンデン/絵、BL出版、2015.3、ISBN 978-4776406587
- 『ちいさなかいじゅうモッタ』イヴォンヌ・ヤハテンベルフ/文・絵、福音館書店、2015.10 9784834082043
- 『すききらい、とんでいけ！もぐもぐマシーン』イローナ・ラメルティンク/文、リュシー・ジョルジェ/絵、2016.2、ISBN 978-4890139606
- 『シラユキさんとあみあみモンスター』アンネマリー・ファン・ハーリンゲン/作、BL出版 、2016.11、ISBN 978-4776407799
- 『とんがりぼうしのオシップ：赤い糸のぼうけん』アンネマリー・ファン・ハーリンゲン/作、BL出版 、2018.10、ISBN 978-4776408550
- 『クレーンからおりなさい!!』ティベ・フェルトカンプ/文、アリス・ホッホスタット/絵、フレーベル館、2018.10、ISBN 978-4577046951
- 『ねずみのマウリッツ』イングリット＆ディーター・シューベルト/作、文化学園文化出版局、2018.12、ISBN 978-4579404681
- 『レナレナ』（1989年の朔北社による復刻）ハリエット・ヴァン・レーク/作、朔北社、2019.7、ISBN 978-4860851347
- 『ジバンシィとオードリー：永遠の友だち』フィリップ・ホプマン/作、文化学園文化出版局、2019.2、ISBN 978-4579304554
- 『ビーバのそらのたび：せかいをぐるっといえめぐり』マグナス・ウェイトマン/作、フレーベル館、2019.3、ISBN 978-4577047378
- 『ばらいろのかさ』アメリー・カロ/文、ジュヌヴィエーヴ・ゴトブー/絵、2019.6、ISBN 978-4-8340-8357-6
- 『空猫アラベラ』アティ・シーヘンペーク・ファン・フーケロム/作、本作り空 Sola、2020.2、ISBN 978-4-907941-09-3 [21]
- 『ねえさんの青いヒジャブ』イブティハージ・ムハンマド（英語版）、S・K・アリ/文、ハテム・アリ/絵、BL出版、2020.3、ISBN 978-4776409632
- 『ぼくといっしょに』シャルロット・デマトーン（オランダ語版）/著・文、ブロンズ新社、2020.6、ISBN 978-4893096746
- 『だれが いちばん? がんばれ、ヘルマン!』イヴォンヌ・ヤハテンベルフ/作、講談社、2021.10、ISBN 978-4065228357
- 『いってきます』エミール・シェール/作、チィン・レン(秦冷)/絵、化学同人、2021.11、ISBN 978-4759822434
- 『メリークリスマス! えほんでたのしむアドベントカレンダー』24冊のうち2冊『こぐまのだいすきパワー』『ともだち10人』を翻訳、ひさかたチャイルド、2021.5、ISBN 978-4865492330
- 『アヒルちゃんまって！ ミミ ププ ペペの だいぼうけん』マグナス・ウェイトマン/作、ひさかたチャイルド、2022.4、ISBN 978-4865492682
- 『おおきいかさ』エイミー・ジューン・ベイツ/作、ジュニパー・ベイツ/作、化学同人、2022.9、ISBN 978-4759822618
- 『メリークリスマス！せかいのめいさくえほん★アドベントカレンダー』24冊のうち『クリスマスのまえのよる』を翻訳、ひさかたチャイルド、2022.10、ISBN 978-4865492705
- 『エーディトとエゴン・シーレ』ハリエット・ヴァン・レーク/作・絵、朔北社、2023.1、ISBN 978-4860851415
- 『いちばん　だいすき』メアリー・マーフィー/作、チュ・チョンリャン/絵、化学同人、2023.3、ISBN 978-4759822519
- 『VIKTOR』ジャック＆リース/作、求龍堂、2023.5、ISBN 978-4763023131
- 『ミーのどうぶつBOOK』ハリエット・ヴァン・レーク/作・絵、朔北社、2023.6、ISBN 978-4860851422
- 『人形からとどいた手紙 ベルリンのカフカ』Larissa Theule/作、Rebecca Green/絵、化学同人、2023.11、ISBN 978-4759822458
- 『ちいさなかしこいオオカミ』ヘイス・ファン・デア・ハメン 文、ハネケ・シーメンスマ 絵、化学同人、2024.８、ISBN 978-4759822540
- 『クマのひとりのじかん』マルク・フェルカンプ 文、イェスカ・フェルステーヘン 絵、化学同人、2024.9，ISBN 978-4759822915
- 『ヒルマ・アフ・クリント 目には見えないものを求めて』ハリエット・ヴァン・レーク作　朔北社、2025.３、ISBN 978-4-86085-150-7

### 児童書
- 『きょうはさいこう!』ワジーラ・メアフェルト/作・絵、偕成社、1995.9、ISBN 978-4034601402
- 『赤姫さまの冒険』パウル・ビーヘル/作、フィール・ファン・デア・フェーン/絵、徳間書店、1996.9、ISBN 978-4198605773
- 『マタビアは貝のおまもり』マリオン・ブルーム/作、岩波書店、1997.10、ISBN 978-4001155501
- 『夜物語』パウル・ビーヘル/作、小笠原まき/絵、徳間書店、1998.4、ISBN 978-4198608446
- 『小さなソフィーとのっぽのパタパタ』エルス・ペルフロム/作、テー・チョン・キン/絵、徳間書店、1999.10、ISBN 978-4198610890
- 『いちじくの木がたおれぼくの村が消えた』ジャミル・シェイクリー/作、津田櫓冬/絵、梨の木舎、2001.4、ISBN 978-4816601033
- 『ペピーノ』リンデルト・クロムハウト/作、ヤン・ユッテ/絵、朔北社、2001.5、978-4931284647
- 『フランダースの犬』ウィーダ/作、ハルメン・ファン･ストラーテン/絵、岩波少年文庫、2003.11、ISBN 978-4001141146
- 『ドールの庭』（ハリネズミの本箱）パウル・ビーヘル/作、丸山幸子/絵、早川書房、2005.4、ISBN 978-4152500311
- 『きつねのフォスとうさぎのハース』シルヴィア・ヴァンデン・ヘーデ/作、テー・チョンキン/絵、岩波書店、2007.9、ISBN 978-4001155846 他シリーズ2冊
- 『シェフィーがいちばん』カート・フランケン/文、マルテイン・ファン・デル・リンデン/絵、BL出版、2007.12、ISBN 978-4776402619　他シリーズ1冊
- 『不幸な少年だったトーマスの書いた本』フース・コイヤー（英語版）/作、あすなろ書房、2008.12、ISBN 978-4751522103
- 『みんながそろう日 モロッコの風のなかで』ヨーケ・ファン・レーウェン（英語版）、マリカ・ブライン/作、鈴木出版、2009.11、ISBN 978-4790232254
- 『小さな可能性』マルヨライン・ホフ/作、小学館、2010.5、ISBN 978-4092905375
- 『翼のある猫 上下』イサベル・ホーフィング/作、うえだはるみ/共訳、河出書房新社、2010.12、ISBN 978-4309205557、ISBN 978-4309205564
- 『ネジマキ草と銅の城』パウル・ビーヘル/作、村上勉/絵、福音館書店、2012.1、ISBN 978-4834024876
- 『がれきのなかの小鳥』カーリ・ビッセルス/作、松本春野/絵、文溪堂、2015.11、ISBN 978-4799900628
- 『ミスターオレンジ』トゥルース・マティ/作、平澤朋子/絵、朔北社、2016.10、ISBN 978-4860851248
- 『100時間の夜』アンナ・ウォルツ/作、フレーベル館、2017.3、ISBN 978-4577044902
- 『リスのたんじょうび』トーン・テレヘン/文、植田真/絵、偕成社、2018.9、ISBN 978-4035213604
- 『おいで、アラスカ！』アンナ・ウォルツ/作、谷口正造/絵、フレーベル館、2020.3、ISBN 978-4577048405
- 『どんぐり喰い』エルス・ペルフロム/作、福音館書店、2021.11、ISBN 978-4834086362
- 『そして、あの日: エンリコのスケッチブック』リンデルト・クロムハウト/作、アンネマリー・ファン・ハーリンゲン/絵、岩崎書店、2023.7、ISBN 978-4265840427
- 『パパがしげみになった日』ヨーケ・ファン・レーウェン/作、岡本よしろう/絵、ほるぷ出版、2023.12、ISBN 978-4593103928
- 『レオがのこしたこと』マルティネ・レテリー 作、静山社、2024.11、ISBN 978‐4863898318

### ノンフィクション
- 『チャンスがあれば … ストリートチルドレンの夢』編・訳「チャンスの会」（三平シルヴィア、野坂悦子、河津桂子、灰島かり、檀上聖子）、岩崎書店、2007.5、ISBN 978-4265810321
- 『かえるでよかった マックス・ベルジュイスの生涯と仕事』ヨーケ・リンデルス/作、セーラー出版、2007.9、ISBN 978-4883309986
- 『美術館ってどんなところ？』フロランス・デュカトー/文、シャンタル・ペタン/絵、青柳正規/監修、西村書店、2013.7、ISBN 978-4890139439
- 『劇場ってどんなところ?』フロランス・デュカトー/文、シャンタル・ペタン/絵、岡室美奈子/監修、西村書店、2017.1、ISBN 978-4890139736
- 『映画ってどうやってつくるの?』フロランス・デュカトー/文、シャンタル・ペタン/絵、大久保清朗/監修、西村書店、2019.2、ISBN 978-4890139958
- 『イノチノウチガワ　X線写真で見る生き物の世界』 ヤン・パウル・スクッテン/作、アリー・ファン・ト・リート/写真、薬袋洋子/共訳、 今泉忠明/監修、実業之日本社、2022.12、ISBN 978-4408650166

### 紙芝居
- 『しあわせいろのカメレオン』ペッポ・ビアンケッシ/作・絵、童心社、2003.3、ISBN 978-4494088805
- 『そんなのいらない』リンデルト・クロムハウト/文、福田岩緒/絵、童心社、2008.4、ISBN 978-4-494-07932-2
- 『かしこいカンフ』ラマンドラ・クマール/再話、田島征三/絵、童心社、2007.11、ISBN 978-4-494-09027-3

## 主な翻訳リスト（英訳）

### 紙芝居
- 『みんなでぽん！[英語版]』まついのりこ/脚本・絵、童心社、2009.5、ハロー！はじめての英語KAMISHIBAI第一集、ISBN 978-4-494-07956-8
- 『おおきく おおきく おおきくなあれ[英語版]』まつい のりこ/脚本・絵、童心社、2009.5、ハロー！はじめての英語KAMISHIBAI第一集、ISBN 978-4-494-07953-7
- 『ひよこちゃん[英語版]』チュコフスキー/原作、小林純一/脚本、二俣英五郎/絵、童心社、2009.5、ハロー！はじめての英語KAMISHIBAI第一集、ISBN 978-4-494-07954-4
- 『りんごくんのおうちはどこ？[英語版]』とよたかずひこ/脚本・絵、童心社、2009.5、ハロー！はじめての英語KAMISHIBAI第二集、ISBN 978-4-494-07977-3

### 紙芝居関連図書
- 『How to perform Kamishibai Q&A─紙芝居の演じ方Q&A［英語版］』まついのりこ/作、山口カーラ/共訳、童心社、2008.4、ISBN 978-4494022427

## 外国語に翻訳された主な著作
- 絵本『ようこそロイドホテルヘ』
  - 『Welkom in het Lloyd Hotel』（オランダ語）、Karin Wanrooij 訳、Rubinstein Publishing BV、2019.11、ISBN 978-9047627098
  - 『Welcome to the Lloyd Hotel』（英語）、Laura Watkinson、Rubinstein Publishing BV、2019.11、ISBN 978-9047627104
- 紙芝居『そんなのいらない』
  - 『Billy』(ドイツ語)　Aya Puster Verlag、2017、ISBN 978-3-946724-03-2
- 紙芝居『やさしいまものバッパー』
  - 『妖怪 巴帕』（中国語）、后浪出版公司、2020.6、ISBN 978-7-5356-9109-5
  - 『Wapper, der freundliche Unhold』（ドイツ語）、Aya Puster Verlag、ISBN 978-3-9814360-7-5
  - 『（やさしいまものバッパー）』（ペルシャ語）、Read with me、ISBN 978-6226986922

## 執筆協力作品
- 『世界の子どもの本から「核と戦争」がみえる』[注記 1]長谷川潮、きどのりこ/作、梨の木舎、1997.12、ISBN 978-4816697029
- 『世界・日本 児童文学登場人物辞典』定松正/編、玉川大学出版部、1998.1、ISBN 978-4472118913
- 『ようこそ！ 絵本の世界へ』[注記 2]國文學編集部/編集、学燈社、2006.2、ISBN 978-4312005502
- 『絵本の事典』[注記 3]中川素子、吉田新一、石井光恵、佐藤博一/編、朝倉書店、2011.11、ISBN 978-4254680225
- 『児童文学の教科書』[注記 4]川端有子/著、玉川大学出版部、2013.2、ISBN 978-4472404634
- 「イタリア・ボローニャ国際絵本原画展」1991-2019 [22]図録、展覧会カタログ、日本国際児童図書評議会 他
- 「オランダ絵本作家展」[注記 5]図録、松岡希代子／共監修、産経新聞社、ステップ・イースト/企画・編集、産経新聞社、2007.2
- 「ベルギー絵本作家展」[注記 6]図録、松岡希代子／共監修、産経新聞社、ステップ・イースト/企画・編集、産経新聞社、2010.11

など多数

### 注記
1. ↑  日本を除く世界の戦争児童文学のガイドブック。翻訳本161冊未翻訳本142冊を紹介。
2. ↑  P60-63 世界の絵本事情 オランダ を担当執筆
3. ↑  P243-247 オランダ、ベルギーを担当執筆
4. ↑  P128-133 紙芝居とはなにか を担当執筆
5. ↑  会期・会場：2007年2月1日-2008年8月31日 大丸ミュージアム・東京ほか　主催：産経新聞社
6. ↑  会期・会場: 2010年11月1日-2011年1月19日 北海道立帯広美術館ほか 主催：産経新聞社

## 関連リンク
- 朔北社ウェブサイト
- 本作り空 sola ウェブサイト